# Josiah Belden
Pour les articles homonymes, voir Belden.
Josiah Belden (4 mai 1815 - 23 avril 1892) était un pionnier et homme politique californien, ayant rejoint la révolte du drapeau de l'ours et la république de Californie entre juin et juillet 1846. 

## Biographie
Né dans le Connecticut, Belden est devenu orphelin à l'âge de 14 ans. Il a ensuite déménagé à St. Louis, Missouri, et est devenu un homme d'affaires prospère. En 1841, il rejoignit le Bartleson-Bidwell Party, le premier groupe organisé d'émigrants à utiliser le California Trail pour atteindre la province mexicaine de Haute-Californie. Le parti a été détenu à Mission San Jose par le général Mariano Guadalupe Vallejo pour être entré illégalement au Mexique sans passeport valide ; Vallejo a violé ses ordres de forcer tous les immigrants américains à quitter la Californie, permettant au groupe de rester après être devenu citoyen mexicain.
Il est venu en 1842 à Monterey, où Thomas O. Larkin l'a mis dans un magasin marchand à Santa Cruz et en a fait son agent. Belden vivait à Branciforte (maintenant Santa Cruz ). 
Belden a reçu la concession de terres mexicaines Rancho Barranca Colorado près de Red Bluff dans le comté actuel de Tehama en 1844. En 1846, Belden a donné à William B. Ide, président auto-proclamé de la république de Californie, la propriété de 50 pour cent de la concession, en échange d'Ide exploitant le ranch. Pour le remercier de sa fidélité, Ide désigne Belden comme vice-président de la jeune république. Cela ne dure que 25 jours, lorsque les armées de Zachary Taylor et de Winfield Scott finirent par vaincre les Mexicains après la fin de la guerre américano-mexicaine, et occupèrent Sonoma puis toute la république de Californie.
En 1848, Belden a ouvert un magasin à San Jose. Après que San Jose est devenue la première ville constituée en Californie, Belden a été élu comme son premier maire le 8 avril 1850. Il a servi un seul mandat d'un an et a été élu membre du Conseil commun de la ville pour un an.  